# 外延公理
在公理化集合论与使用它的逻辑、数学和计算机科学分支中，外延性公理或外延公理（英語：Axiom of extensionality）是 Zermelo-Fraenkel 集合论的公理之一。

## 形式陈述
在 Zermelo-Fraenkel 公理的形式语言中，它读做:
{\displaystyle \forall A,\forall B:A=B\iff (\forall x:x\in A\iff x\in B)}
换句话说:
给定任何集合{\displaystyle A}和任何集合{\displaystyle B}，{\displaystyle A}等于{\displaystyle B}，当且仅当给定任何集合{\displaystyle x}，{\displaystyle x}是{\displaystyle A}的一个成员当且仅当{\displaystyle x}是{\displaystyle B}的一个成员。
（这里的{\displaystyle x}是集合不是本质性的，但在ZF中所有东西都是集合。参见下面的带有基本元素的集合论章节）。

## 解释
要理解这个公理，注意上述符号陈述中圆括号内的子句简单的声称了 A 和 B 有完全相同的成员。所以，这个公理实际上说的是两个集合相等，当且仅当它们有完全相同的成员。它的本质是:
集合唯一的由它的成员来决定。(Every set is uniquely determined by its elements.)
外延性公理可以同 {\displaystyle \exists A,\forall x:x\in A\iff P(x)} 形式的概括陈述一起使用，这里的{\displaystyle P}是不提及{\displaystyle A}或{\displaystyle x}的任何一元谓词，来定义一个唯一集合{\displaystyle A}，它的成员完全是满足谓词{\displaystyle P}的集合。我们可以接着为{\displaystyle A}介入新的符号；普通数学中的定义最终以这种方式工作的，当它们的陈述简化到纯集合论术语的时候。
外延性公理一般被认为是无可争议的，它或它的等价命題出现在所有可替代的集合論的公理化中。但是对于某些使用需要修改。

## 在没有等号的谓词逻辑中
上面给出的公理假定等号是谓词逻辑的基本符号。某些公理化集合论的做法是不做这个假定：有的不把上述陈述作为公理，而是作为对等号的定义。那么，就必須連同来自谓词逻辑中有關等式的公理，作為关于这个被定义的符号的公理。多数等式的公理仍能从这个定义得出；余下的一个是
{\displaystyle \forall A,\forall B:(\forall x:x\in A\iff x\in B)\Rightarrow (\forall C:A\in C\iff B\in C)}
而這就成为了所謂的外延性公理。

## 在有基本元素的集合论中
基本元素是自身不是集合的一个集合的一个元素。在 Zermelo-Fraenkel 公理中没有基本元素，但在某些可替代的集合論的公理化中會有它们。基本元素可以被当作不同于集合的逻辑类型；在这种情况下，如果{\displaystyle A}是基本元素，则{\displaystyle x\in A}没有意义，所以外延性公理只适用于集合。
作为选择之一，在无类型逻辑中我们可以要求{\displaystyle x\in A}在{\displaystyle A}是基本元素的时候为假。在这种情况下，平常的外延性公理将蕴涵所有基本元素等于空集。为了避免这样，我们可以修改外延性公理为只适用于非空集合，并把它读为:
{\displaystyle \forall A,\forall B,\exists x:x\in A\implies (A=B\iff (\forall y:y\in A\iff y\in B)).}
就是说:
给定任何集合{\displaystyle A}和任何集合{\displaystyle B}，如果{\displaystyle A}是非空集合(就是说存在着{\displaystyle A}的一个成员{\displaystyle x})，那么{\displaystyle A}和{\displaystyle B}是相等的，当且仅当它们有完全相同的成员。
另一个选择，在无类型逻辑中可定义{\displaystyle A}在{\displaystyle A}是基本元素的时候自身是{\displaystyle A}的唯一的元素。尽管这个方式可以胜任保存外延性公理，但基础公理反而需要调整。

## 引用
- Paul Halmos, Naive set theory. Princeton, NJ: D. Van Nostrand Company, 1960. Reprinted by Springer-Verlag, New York, 1974. ISBN 0-387-90092-6 (Springer-Verlag edition).
- Jech, Thomas, 2003. Set Theory: The Third Millennium Edition, Revised and Expanded.  Springer.  ISBN 3-540-44085-2.
- Kunen, Kenneth, 1980. Set Theory: An Introduction to Independence Proofs. Elsevier.  ISBN 0-444-86839-9.